# Axis and Allies
Axis and Allies (A&A) är ett turordningsbaserat strategispel som utspelar sig under Andra världskriget. Spelet var från början ett brädspel som utvecklades av Larry Harris och som publicerades 1981. Några år senare, 1984, blev spelet publicerat igen av Milton Bradley Company.
Upp till fem spelare slåss om världen genom att ta sig an någon av spelets fem stormakter (Sovjetunionen, Tyskland, Storbritannien, Japan eller USA). Man spelar alltid i lag, axelmakterna (Tyskland och Japan) mot de allierade (Sovjet, Storbritannien och USA). Spelet är turbaserat och till skillnad från till exempel Risk så placerar man ut rekryteringarna först efter man har gjort sina strider.
Axis and Allies är en mer avancerad och realistisk modell av krigföring än Risk, men gör inte anspråk på att vara historiskt korrekt. Vid den tidpunkt då spelet börjar (precis före Attacken mot Pearl Harbor) så skall axelmakterna stå på toppen av sin makt, men i spelet är det en mycket jämnare historia för att göra det mer intressant.

## Olika versioner

### Originalet
I den första versionen så var målet att ta över två huvudstäder från motståndaren. Givetvis kunde man vinna med att helt utrota motståndaren. 

### Reviderad version
En reviderad version släpptes av Hasbro under namnet Avalon Hill i april 2004. Målet var nu att efter en avslutad runda kontrollera ett bestämt antal kritiska områden ("Victory Cities"). Totalt finns 12, sex tillhörande vardera sida. Man väljer själv om man ska kontrollera 8, 10 eller 12 för att vinna. Även kartan gjordes om samt två nya enheter infördes, artilleri och jagare. Slagskeppen blev mer kraftfulla och vissa justeringar gjordes av kostnader för olika enheter.

### Övriga versioner
Förutom originalet och den reviderade upplagan som utspelar sig över hela jordklotet, så finns ytterligare fyra versioner. (utgivningsår inom parentes)
- Europe:Utspelar sig i Europa och på Atlanten, alla utom Japan är spelbara. (1999)
- Pacific:Utspelar sig i Stilla havet, Kina och Indien. (2001)
- D-Day:Utspelar sig i Normandie, de allierade måste ta kontroll över vissa punkter inom ett visst antal omgångar för att vinna. (2004)
- Battle of the Bulge:Utspelar sig i taktisk skala under ett av slagen. (2006)

### Axis & Allies Miniatures
2005 började Hasbro tillverka Axis & Allies Miniatures, ett taktiskt figurspel med historiskt korrekta figurer såsom stridsvagnar, soldater, flygplan och artilleri. Förutom den ursprungliga utgåvan med 48 figurer finns det för närvarande 4 expansioner à 45 olika figurer och 3 expansioner à 60 figurer att spela med. Skalan på figurerna varierar mellan och inom expansionerna.

### Datorversioner
Ataris RTS-version
En datorversion där man kombinerat brädspelet med en realtidsversion.
TripleA
En gratisversion som körs med java utgiven under GPL som bygger på Axis and Allies.